# Sugar (miniserie televisiva)
Sugar è una serie televisiva neo-noir del 2024 ideata da Mark Protosevich e diretta da Fernando Meirelles e Adam Arkin.

## Trama
Los Angeles. John Sugar, detective privato appassionato di film appartenenti alla Golden Age di Hollywood, viene incaricato dal leggendario produttore cinematografico Jonathan Siegel di ritrovare sua nipote Olivia, misteriosamente scomparsa nel nulla; in realtà era già fuggita altre volte per questioni di droga, ma stavolta la faccenda sembra essere molto più preoccupante.
Sugar comincia l'indagine dall'appartamento della giovane, dove conosce il fratellastro di lei, David; poi, nell'auto di Olivia, trova un cadavere e un mucchio di foto Polaroid di Rachel, defunta madre biologica della ragazza, in pose compromettenti. Il marito della donna dichiara di non essere a conoscenza di queste istantanee e minimizza sulla sparizione della figlia, un po' come la matrigna di quest'ultima, Melanie; intanto David cerca di sorvegliare Sugar ma questi lo svia con falsi indizi. Il cadavere nell'auto appartiene a Clifford Carter, criminale collegato all'omicidio di una certa Carmela Vazquez, che Olivia era recentemente andata a trovare.
Sugar riesce a salvare Teresa, sorella di Carmela, e Melanie dall'aggressione del gangster Bryan Stallings, che sta cercando informazioni su Clifford. A uccidere questi risulta esser stata proprio Olivia, costretta a difendersi dopo aver scoperto il criminale col corpo della povera Vazquez. Intanto Sugar è sorvegliato da una misteriosa organizzazione che lo giudica troppo coinvolto nel caso. L'investigatore scopre un altro collegamento tra Olivia e Stallings: David aveva assoldato il bandito affinché mettesse a tacere la sorellastra; lei infatti minacciava di denunciarlo per gli abusi perpetrati a una donna di cui era venuta a conoscenza. Neanche lui però sa dove sia effettivamente finita la nipote di Jonathan Siegel, e in preda alla disperazione si spara alla testa: non muore, ma resta in stato vegetativo.
Presto Sugar e Stallings si incontrano e la violenza fa da padrona: il detective riesce a uccidere il criminale pur rimanendo gravemente ferito. Un suo amico medico, Henry, lo aiuta a riprendersi in sesto consegnandogli un farmaco che, iniettato, fa brevemente scorgere la vera natura di John Sugar: è un alieno proveniente dal pianeta Zardo. Come altri suoi simili, tra cui l'assistente Ruby e lo stesso Henry, è giunto sulla Terra per studiare i comportamenti degli esseri umani e si è fatto coinvolgere a tempo pieno dal caso Siegel.
Sugar spulcia lo scantinato della casa di un senatore su suggerimento di Henry e trova Olivia traendola in salvo, ma tramite alcune riprese audio scopre che il rapitore della ragazza, ovvero il figlio del politico, non era da solo mentre torturava e uccideva le sue vittime registrando tutto: con lui c'era pure lo stesso Henry, inerme di fronte all'orrore che stava vivendo poiché intento ad analizzare con freddezza il comportamento dei terrestri.
Jonathan Siegel confessa che Olivia non è sua nipote bensì sua figlia e che le foto osé di Rachel fossero opera sua.
Sugar, si apprende, è diventato investigatore in seguito alla scomparsa di sua sorella Djen. La visione di molti film noir l'ha aiutato a entrare meglio nel personaggio.
A Sugar viene comunicato che lui e i suoi simili sono stati richiamati dal loro pianeta di origine; Ruby confessa a John che l'idea di far torturare delle donne era dello stesso Henry il quale, terminati sia l'esperimento che le interferenze di Sugar, opta per restare sulla Terra per apprendere altro. La stessa decisione la prende John, sia perché si ritiene responsabile dei danni che il suo simile può causare sia perché questi nascondeva i vestiti di Djen nel suo armadio. Sugar ha sempre pensato che ella fosse morta, ma ora opta per seguire la traccia trovata.

## Episodi
| nº | Titolo originale           | Pubblicazione  |
| -- | -------------------------- | -------------- |
| 1  | Olivia                     | 5 aprile 2024  |
| 2  | These People, These Places | 5 aprile 2024  |
| 3  | Shibuya Crossing           | 12 aprile 2024 |
| 4  | Starry-Eyed                | 19 aprile 2024 |
| 5  | Boy in the Corner          | 26 aprile 2024 |
| 6  | Go Home                    | 3 maggio 2024  |
| 7  | The Friends You Keep       | 10 maggio 2024 |
| 8  | Farewell                   | 17 maggio 2024 |

## Produzione
La serie appartiene al genere neo-noir: le tematiche del classico hard boiled infatti vengono aggiornate all'epoca attuale, tra smartphone e social network. Alla vicenda, narrata dalla voce fuori campo del protagonista, si alternano brevi sequenze di film classici come Un bacio e una pistola, Il grande caldo, La fiamma del peccato, Viale del tramonto, Il mistero del falco e La morte corre sul fiume.

## Promozione
Il trailer della nuova produzione Apple Studios viene proposto il 5 marzo 2024.

## Distribuzione
I primi due episodi della serie vengono distribuiti su Apple TV+ il 5 aprile 2024, i successivi escono settimanalmente.

## Accoglienza
Il prodotto ha l'81% di recensioni positive su Rotten Tomatoes.

## Curiosità
Tra i film citati c'è Solo chi cade può risorgere, film noir diretto da John Cromwell, padre di quel James Cromwell che recita nella serie.
L'auto di Sugar è un'originale Chevrolet Corvette Stingray decappottabile del 1966.